# David Mark Hillis
Pour les articles homonymes, voir Hillis.
David Mark Hillis, né le 21 décembre 1958 à Copenhague, est un herpétologue et biologiste systématicien américain.
Il est le frère de Danny Hillis, informaticien et de Argye E. Hillis, professeure de neurologie à l'université Johns-Hopkins.
Associé à un groupe de recherche en bio-informatique, il est le créateur du « graphique de Hillis », utilisé en biologie de l'évolution pour représenter un arbre phylogénétique du vivant sous une forme circulaire,. 

## Publications
- (en) David Sadava, David M. Hillis, H. Craig Heller et May R. Berenbaum, Life : The Science of Biology, Sunderland (Massachusetts) / Gordonsville (Virginie), Sinauer Associates, Inc. / W. H. Freeman & Co., 2011, 9e éd., xliv + 1266 + [78] (ISBN 978-1-4292-1962-4)

## Distinctions
- Prix MacArthur dans la catégorie « Molecular Biologist », 1999
- Membre de l'Académie américaine des arts et des sciences, 2000
- Membre de l'Académie nationale des sciences des États-Unis, 2008

## Quelques espèces décrites
- Rana (Laurasiarana) okinavana Hillis & Wilcox, 2005 Syn. Babina okinavana (Boettger, 1895)
- Craugastor polymniae (Campbell, Lamar & Hillis, 1989)
- Eurycea chisholmensis Chippindale, Price, Wiens et Hillis, 2000.
- Eurycea (Paedomolge, Notiomolge, Blepsimolge) nana Hillis, Chamberlain, Wilcox & Chippindale, 2001 Syn. Eurycea nana Bishop, 1941
- Eurycea naufragia Chippindale, Price, Wiens et Hillis, 2000.
- Eurycea neotenes
- Eurycea pterophila
- Eurycea rathbuni
- Eurycea robusta
- Eurycea sosorum Chippindale, Price et Hillis, 1993.
- Eurycea tonkawae Chippindale, Price, Wiens et Hillis, 2000.
- Eurycea tridentifera
- Eurycea troglodytes
- Eurycea waterlooensis Hillis, Chamberlain, Wilcox et Chippindale, 2001.
- Gastrotheca espeletia Duellman et Hillis, 1987
- Gastrotheca litonedis Duellman et Hillis, 1987
- Gastrotheca pseustes Duellman et Hillis, 1987
- Hyla pacha Duellman et Hillis, 1990
- Hyla psarolaima Duellman et Hillis, 1990
- Hyla ptychodactyla Duellman et Hillis, 1990
- Hyloscirtus pacha
- Hyloscirtus psarolaimus
- Hyloscirtus ptychodactylus
- Lithobates
- Lithobates areolatus
- Lithobates berlandieri
- Lithobates blairi
- Lithobates brownorum
- Lithobates bwana
- Lithobates capito
- Rana (Novirana, Aquarana) catesbeiana Syn. Rana catesbeiana Shaw, 1802
- Lithobates chichicuahutla
- Lithobates chiricahuensis
- Lithobates clamitans
- Lithobates dunni
- Lithobates fisheri
- Lithobates forreri
- Lithobates grylio
- Lithobates heckscheri
- Lithobates johni
- Lithobates juliani
- Lithobates lemosespinali
- Lithobates macroglossa
- Lithobates maculatus
- Lithobates magnaocularis
- Lithobates megapoda
- Lithobates miadis
- Lithobates montezumae
- Lithobates neovolcanicus
- Lithobates okaloosae
- Lithobates omiltemanus
- Lithobates onca
- Lithobates palmipes
- Lithobates palustris
- Lithobates pipiens
- Lithobates psilonota
- Lithobates pueblae
- Lithobates pustulosus
- Lithobates septentrionalis
- Lithobates sevosus
- Lithobates sierramadrensis
- Lithobates spectabilis
- Lithobates sphenocephalus
  - Lithobates sphenocephalus sphenocephalus
  - Lithobates sphenocephalus utricularius
- Lithobates sphenocephalus
- Lithobates sylvaticus
- Lithobates tarahumarae
- Lithobates taylori
- Lithobates tlaloci
- Lithobates vaillanti
- Lithobates vibicarius
- Lithobates virgatipes
- Lithobates warszewitschii
- Rana (Novirana, Sierrana, Pantherana, Scurrilirana) yavapaiensis Hillis & Wilcox, 2005 Syn. Lithobates yavapaiensis (Platz & Frost, 1984)
- Lithobates zweifeli (Hillis, Frost & Webb, 1984)
- Physalaemus freibergi Cannatella, Hillis, Chippindale, Weigt, Rand & Ryan, 1998 Syn. Physalaemus freibergi (Donoso-Barros, 1969)
- Rana (Laurasiarana) amurensis Hillis & Wilcox, 2005 Syn. Rana amurensis Boulenger, 1886
- Rana (Laurasiarana) arvalis Hillis & Wilcox, 2005 Syn. Rana arvalis Nilsson, 1842
- Rana (Laurasiarana) asiatica Hillis & Wilcox, 2005 Syn. Rana asiatica Bedriaga, 1898
- Rana (Laurasiarana, Amerana) aurora Hillis & Wilcox, 2005 Syn. Rana aurora Baird et Girard, 1852
- Rana (Laurasiarana, Amerana) boylii Hillis & Wilcox, 2005 Syn. Rana boylii Baird, 1854
- Rana bwana Hillis et de Sá, 1988
- Rana (Laurasiarana) camerani Hillis & Wilcox, 2005 Syn. Rana camerani Boulenger, 1886
- Rana (Laurasiarana, Amerana) cascadae Hillis & Wilcox, 2005 Syn. Rana cascadae Slater, 1939
- Rana (Laurasiarana) chaochiaoensis Hillis & Wilcox, 2005 Syn. Rana chaochiaoensis Liu, 1946
- Rana (Laurasiarana) chensinensis Hillis & Wilcox, 2005 Syn. Rana chensinensis David, 1875
- Rana (Laurasiarana) aurora Hillis & Wilcox, 2005 Syn. Rana chevronta Hu et Ye in Hu, Fei and Ye, 1978
- Rana (Laurasiarana) dalmatina Hillis & Wilcox, 2005 Syn. Rana dalmatina Fitzinger in Bonaparte, 1839
- Rana (Laurasiarana, Amerana) draytonii Hillis & Wilcox, 2005 Syn. Rana draytonii Baird & Girard, 1852
- Rana (Laurasiarana) dybowskii Hillis & Wilcox, 2005 Syn. Rana dybowskii Günther, 1876
- Rana (Laurasiarana) graeca Hillis & Wilcox, 2005 Syn. Rana graeca Boulenger, 1891
- Rana (Laurasiarana) holtzi Hillis & Wilcox, 2005 Syn. Rana holtzi Werner, 1898
- Rana (Laurasiarana) huanrenensis Hillis & Wilcox, 2005 Syn. Rana huanrenensis Fei, Ye et Huang, 1991
- Rana (Laurasiarana) iberica Hillis & Wilcox, 2005 Syn. Rana iberica Boulenger, 1879
- Rana (Laurasiarana) italica Hillis & Wilcox, 2005 Syn. Rana italica Dubois, 1987
- Rana (Laurasiarana) japonica Hillis & Wilcox, 2005 Syn. Rana japonica Boulenger, 1879
- Rana juliani Hillis et de Sá, 1988
- Rana (Laurasiarana) latastei Hillis & Wilcox, 2005 Syn. Rana latastei Boulenger, 1879
- Rana (Laurasiarana) longicrus Hillis & Wilcox, 2005 Syn. Rana longicrus Stejneger, 1898
- Rana (Laurasiarana, Amerana) luteiventris Hillis & Wilcox, 2005 Syn. Rana luteiventris Gaige, 1913
- Rana (Laurasiarana) macrocnemis Hillis & Wilcox, 2005 Syn. Rana macrocnemis Boulenger, 1885
- Rana (Laurasiarana, Amerana) muscosa Hillis & Wilcox, 2005 Syn. Rana muscosa Camp, 1917
- Rana neovolcanica Hillis et Frost, 1985
- Rana (Laurasiarana) ornativentris Hillis & Wilcox, 2005 Syn. Rana ornativentris Werner, 1903
- Rana (Laurasiarana) pirica Hillis & Wilcox, 2005 Syn. Rana pirica Matsui, 1991
- Rana (Laurasiarana, Amerana) pretiosa Hillis & Wilcox, 2005 Syn. Rana pretiosa Baird et Girard, 1853
- Rana (Laurasiarana) pyrenaica Hillis & Wilcox, 2005 Syn. Rana pyrenaica Serra-Cobo, 1993
- Rana spectabilis Hillis et Frost, 1985
- Rana (Laurasiarana) tagoi Hillis & Wilcox, 2005 Syn. Rana tagoi Okada, 1928
- Rana (Laurasiarana) temporaria Hillis & Wilcox, 2005 Syn. Rana temporaria Linnaeus, 1758
- Rana tlaloci Hillis et Frost, 1985
- Rana (Laurasiarana) tsishimensis Hillis & Wilcox, 2005 Syn. Rana tsushimensis Stejneger, 1907
- Rana zweifeli Hillis, Frost et Webb, 1984.